# Roland McKeown
Roland McKeown, född 20 januari 1996, är en kanadensisk professionell ishockeyback som är kontrakterad till Carolina Hurricanes i National Hockey League (NHL) och spelar för deras primära samarbetspartner Charlotte Checkers i American Hockey League (AHL). Han har tidigare spelat på lägre nivå för Kingston Frontenacs i Ontario Hockey League (OHL).
McKeown draftades i andra rundan i 2014 års draft av Los Angeles Kings som 50:e spelare totalt.

## Statistik
| 2011–2012  | Toronto Marlboros   | GTHL       | 28  | 10 | 25  | 35  | 30  | —  | — | —  | —  | —  |
| 2012–2013  | Kingston Frontenacs | OHL        | 61  | 7  | 22  | 29  | 33  | 4  | 0 | 0  | 0  | 4  |
| 2013–2014  | Kingston Frontenacs | OHL        | 62  | 11 | 32  | 43  | 61  | 7  | 1 | 3  | 4  | 8  |
| 2014–2015  | Kingston Frontenacs | OHL        | 65  | 7  | 25  | 32  | 57  | 4  | 0 | 1  | 1  | 9  |
|            | Charlotte Checkers  | AHL        | 4   | 0  | 1   | 1   | 0   | —  | — | —  | —  | —  |
| 2015–2016  | Kingston Frontenacs | OHL        | 59  | 7  | 35  | 42  | 49  | 9  | 3 | 9  | 12 | 6  |
| 2016–2017  | Charlotte Checkers  | AHL        | 71  | 1  | 10  | 11  | 16  | 5  | 0 | 3  | 3  | 5  |
| 2017–2018  | Carolina Hurricanes | NHL        | 1   | 0  | 0   | 0   | 2   | —  | — | —  | —  | —  |
|            | Charlotte Checkers  | AHL        | 9   | 1  | 2   | 3   | 4   | —  | — | —  | —  | —  |
| NHL totalt | NHL totalt          | NHL totalt | 1   | 0  | 0   | 0   | 2   | —  | — | —  | —  | —  |
| AHL totalt | AHL totalt          | AHL totalt | 84  | 2  | 13  | 15  | 20  | 5  | 0 | 3  | 3  | 5  |
| OHL totalt | OHL totalt          | OHL totalt | 247 | 32 | 114 | 146 | 200 | 24 | 4 | 13 | 17 | 27 |

### Internationellt
| Källa: Uppdaterad: 2017-11-05 | Källa: Uppdaterad: 2017-11-05 | Källa: Uppdaterad: 2017-11-05 |         | Utv = Utvisningsminuter | Utv = Utvisningsminuter | Utv = Utvisningsminuter | Utv = Utvisningsminuter | Utv = Utvisningsminuter |
| År                            | Lag                           | Mästerskap                    | Matcher | Mål                     | Assists                 | Poäng                   | Utv                     |                         |
| ----------------------------- | ----------------------------- | ----------------------------- | ------- | ----------------------- | ----------------------- | ----------------------- | ----------------------- | ----------------------- |
| 2013                          | Kanada                        | U18-VM                        | 7       | 0                       | 1                       | 1                       | 0                       |                         |
| 2013                          | Kanada                        | Ivan Hlinkas minnesturnering  | 5       | 0                       | 1                       | 1                       | 6                       |                         |
| 2014                          | Kanada                        | U18-VM                        | 7       | 0                       | 1                       | 1                       | 2                       |                         |
| 2016                          | Kanada                        | JVM                           | 5       | 0                       | 0                       | 0                       | 2                       |                         |
| Junior totalt                 | Junior totalt                 | Junior totalt                 | 24      | 0                       | 3                       | 3                       | 10                      |                         |